# ゼリャヴァ空軍基地
ゼリャヴァ空軍基地（英語:Zeljava Air Base、クロアチア語:Vojni aerodrom Željava）は旧ユーゴスラビアで1968年から1992年までの24年間使用された空軍基地である。クロアチアとボスニア・ヘルツェゴビナの国境付近のゼリャヴァにあり、Željavaと表記するので発音は「ジェリャヴァ」が近い。正式名称は「Klek505(クレク505)」。

## 計画〜完成
1954年、ユーゴスラビアが西側諸国からの攻撃をシミュレーションしたところ、国内の全ての戦闘機がわずか20日間で破壊されるという結果となった。
この報告を受け、軍は直ちに主要都市(ベオグラード、ザグレブ、サラエボ、スプリト等)の防衛拠点となる空軍基地建設を起案した。司令部はスウェーデンのヨーテボリ近郊の岩山に造られたイェータ航空師団の地下基地を視察し、その基地をモデルにMiG-21を最大60機収容できる地下基地を設計した。ユーゴスラビアが開発中の戦闘機ノヴィ・アヴィオン(Yu Supersonik)の運用も想定していた。
建設場所はビハチから北東へ18kmにあるゼリャヴァ付近が選ばれた。ゼリャヴァの村民は一部を残し立ち退きを命じられた。
国営企業のソチャ(Soča)がプリェスカヴィツァ山を掘削し始めたが、非常に硬い岩山であることが判明し、止むを得ず発破を繰り返して掘り進んだ。250人の作業員が3交代制で休みなく作業して1965年に掘削が終わり、1968年に基地が完成した。工事は極秘裏に行われており、窓を黒く覆ったバスで作業員を送迎したという証言や、政治犯や死刑囚が送り込まれ2度と戻らなかったという噂もある。だがCIAは1968年の時点で衛星写真を用いて新しい基地の能力を把握していたようである。
ゼリャヴァ基地の建設費は60億ドル(現在の540億ドル)と推定される。冷戦時代のユーゴスラビアでは、このときまでに既に40ヶ所あまりの大小様々な地下軍事施設を400億ドルを投じて建設したが、ゼリャヴァはそれらを遥かに上回る最も高額な施設となった。建設資金の一部は「高速道路の建設」という名目で世界銀行の融資を受けた。

## 施設概要

### トンネル部
地下基地を収容するトンネルの総延長は3,500ｍに及び、ユーゴスラビアだけでなくヨーロッパ全土でも最大規模となる。
※トンネルの配置図
中央にある最大のトンネルは幅20ｍ×高さ10ｍあり、航空機の整備場として使用した。

その両側に、Mの字型に幅15.4m×高さ8m、長さ350ｍ・400ｍ・500ｍの3本の格納庫用トンネルが延び、冷戦時には第124戦闘航空隊(MiG-21bis×15機)、第125偵察航空隊(MiG-21R×20機)、第352戦闘航空隊(MiG-21bis×18機)の計58機のMiG-21を収容した。航空機の移動は充電式の牽引車が使用され、全ての駐機スペースに給油設備が設けられた。天井には外部からの爆風を緩衝するためのコンクリート製のカーテンが複数設けられた。

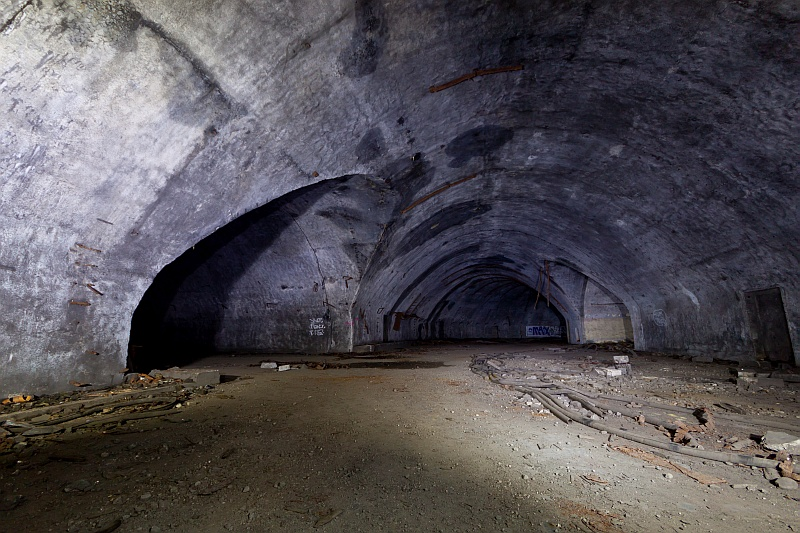
幅20ｍの中央のトンネル

その他、司令室、作戦室、通信室、武器弾薬庫、燃料貯蔵タンク(100t×5基)、ポンプ室、ディーゼル発電機(1000kVAと625kVAの2基)、病院および遺体安置所、宿舎、遊戯場、1,000人が一度に食事できる食堂および調理場、30日分の食料貯蔵庫など、56の部屋がありそれぞれが装甲扉で区切られた。
空調設備は13基あり、居住エリアを摂氏21度、格納庫エリアを18度に保つ。放射能除去フィルターを装備し核シェルターとしても機能した。

### 出入口
プリェシェヴィツァ山の麓には地下基地の出入口が4ヶ所あり、全てが滑走路に直結している。

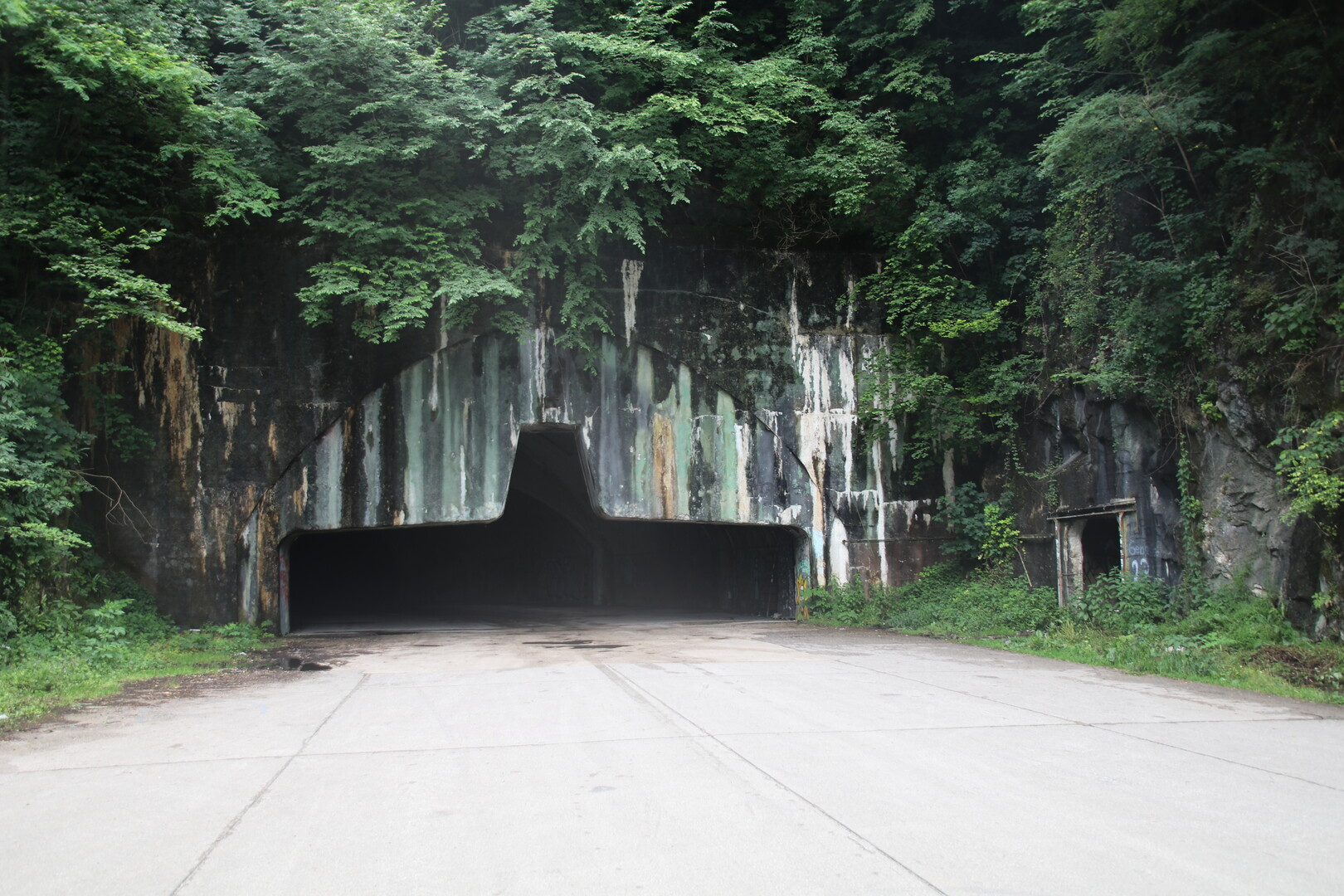
トンネル入り口

出入り口の上部には戦闘機の垂直尾翼に合わせたコンクリート製のカーテンが設けられ、全ての出入り口に電動または油圧でスライドする鉄筋コンクリート製の扉が設けられた。扉は幅20ｍ、高さ4～10ｍ、厚さ60～80cm、重量は100トンあり、長崎に投下された原爆と同等の20キロトンの衝撃に耐える強度があったという。

### 地上部
山の西側には平地が広がり約2.5～3.6キロの滑走路が5本ある。敵に奪取される事態を想定して、滑走路の下には爆破用の横穴が50～100メートル間隔でジグザグに設けられた。
地上にはソ連製の2K12自走式防空ミサイル、自走式レーダー、2機のスクランブル用の戦闘機が配備され、憲兵は侵入者への発砲が許されていた。また滑走路の周辺には格納庫や整備場、兵舎など30棟余りの建築物があり、軍高官がハンティングを楽しむためのロッジもあった。
南東約10キロのビハチ市近郊に燃料貯蔵施設が設けられ地下配管で航空燃料を供給した。

### 山頂部
プリェシェヴィツァ山の山頂には、地下施設とエレベーターで直結する掩蔽壕が造られた。管制室や指令室、レーダー管制室、気象観測所が置かれ、イギリス製のS-613レーダーでイタリアやオーストリアを監視した。

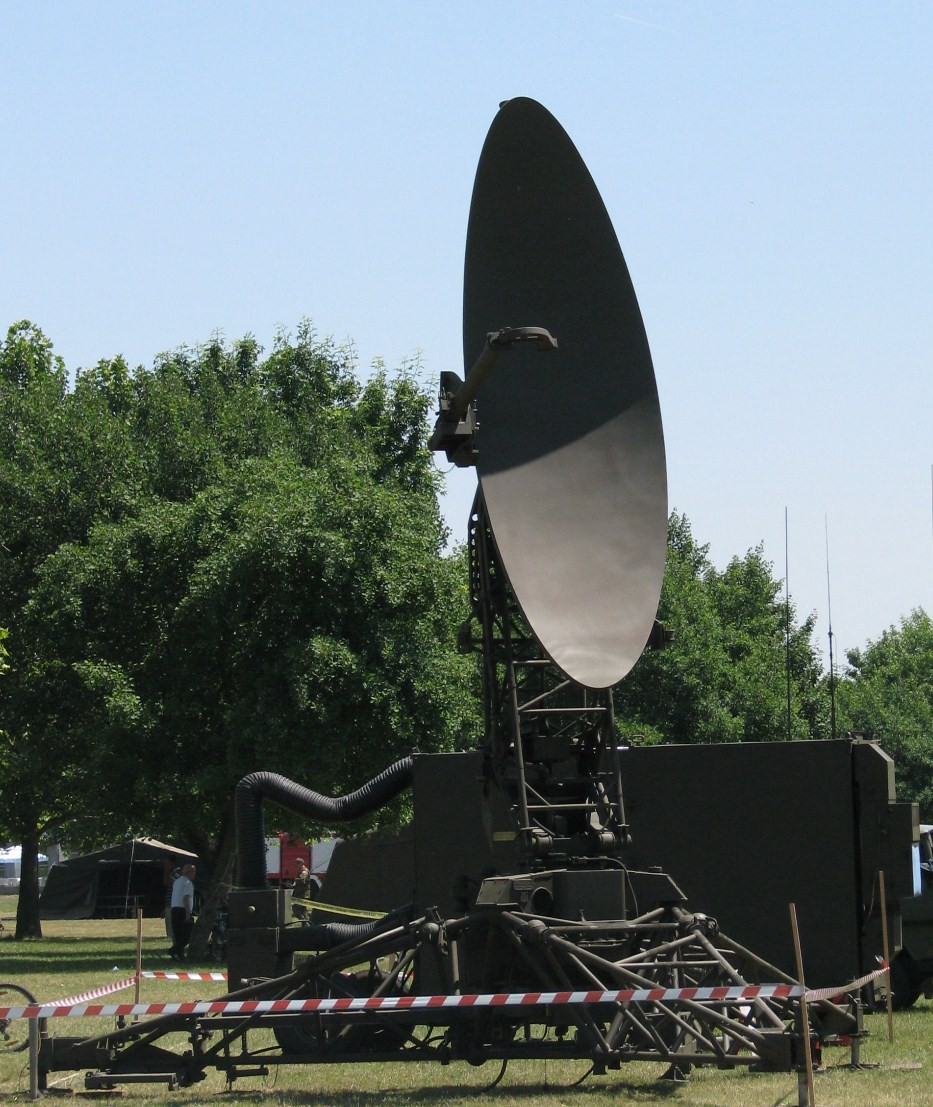
S-613

## ユーゴスラビア紛争
1991年、ユーゴスラビア紛争が勃発した。
1991年8月31日、トリエステに向かうウガンダ航空のボーイング707が誤ってユーゴスラビア領空に侵入したため2機のMig-21がスクランブル発進し、まだユーゴスラビア軍の統制下にあったザグレブ空港に強制着陸させた。本当の目的地はスロベニアのリュブリャナで、積荷はクロアチア軍が南アフリカ共和国で調達した大量のSAR80自動小銃と対戦車ロケット弾だった。
1991年9月、この基地から飛び立ったMiG-21がザグレブのテレビ塔を破壊し、10月にはクロアチア大統領を暗殺する目的でクロアチア公邸(Banski Dvori)を空爆した。カルロヴァツ近郊では最後に出撃したうちの1機が撃墜された。
1991年10月、パイロットのルドルフ・ペレシンがMiG21で出撃しそのままオーストリアの空港に着陸した。クロアチア人の彼はクロアチアに亡命し、その後クロアチア空軍に服すが1995年にセルビア・クライナ軍の対空砲火で撃墜され亡くなった。1992年2月にはゼリャヴァ基地で教官を務めるダニエル・ボロヴィッチが飛行訓練中にクロアチアに亡命した。

紛争が始まった頃はユーゴスラビア人民軍(JNA)が優勢だったが、翌年4月頃になると戦局が変わりユーゴ人民軍の勢力が弱まり始めた。基地はクロアチアとボスニア・ヘルツェゴビナの領域にあるため、軍は周辺に多く住むセルビア人をセルビアに退避させ、さらに軍用機や物資も移動して滑走路を爆破した。それから1年ほどユーゴ人民軍に属するクライナ・セルビア人勢力が地下基地を使用していたが、1993年に56トンの爆薬を使ってトンネル入り口を破壊し完全撤退した。その爆発は10キロ離れたビハチ市が揺れるほどの威力で、それから6ヶ月間もトンネルから煙が噴き出していたという。

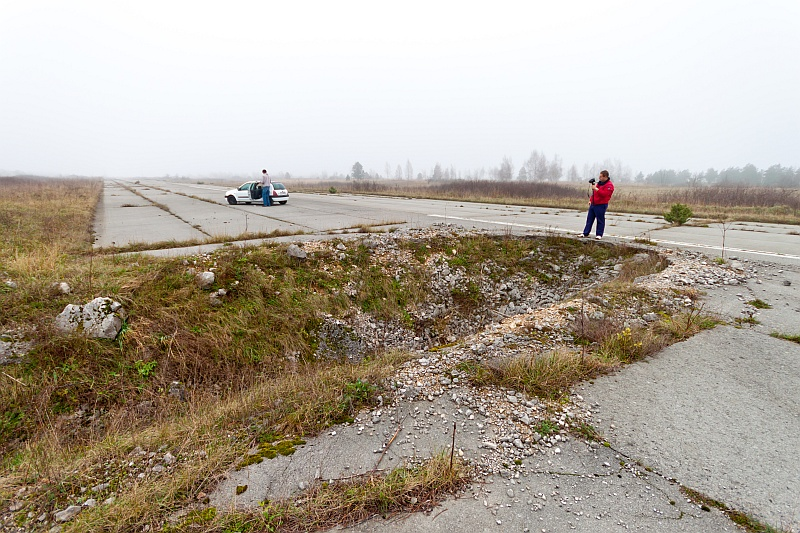
滑走路の爆破痕

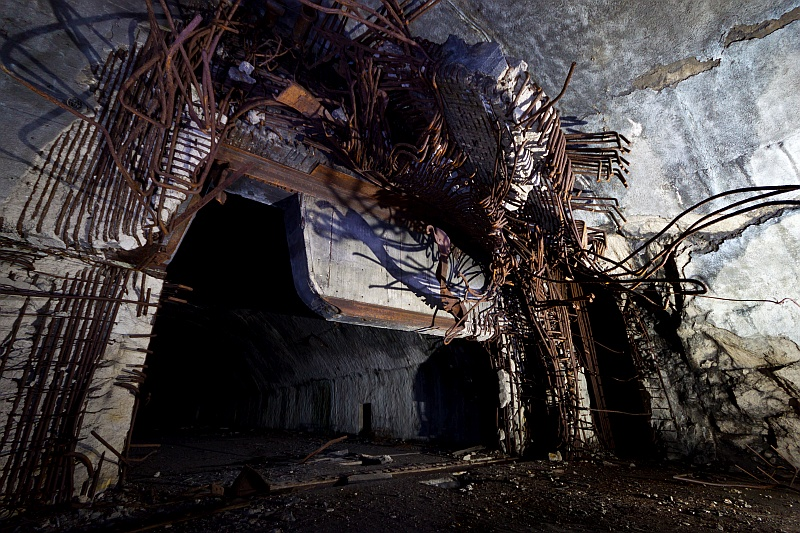
トンネルの爆破痕

山頂のレーダーは1995年にクロアチア軍によって破壊された。

## 現在の状況
ユーゴスラビア解体後はクロアチアとボスニア・ヘルツェゴビナの国境線が基地の上を跨いでいる。
両国とも財政難のため廃墟になったまま放置されてきた。国境警備も手薄になり、ここを通過してEUを目指そうとするシリアやアフガニスタンの不法入国者が後を絶たないため、2004年頃に難民キャンプを建設する案が挙がったがすぐに立ち消えとなった。その後クロアチア陸軍の兵舎が計画されたが、国境の15キロ圏内に軍用施設を禁止する旧ユーゴスラビア諸国間条約に違反するとして中止になった。
基地周辺にはユーゴスラビア紛争時に敷かれた地雷が多数残っていると見られ、EUによって除去が進められている。2000年11月にボスニア空軍の少佐がキノコ採りをしているときPROM-1対人地雷に触れて死亡した。また、トンネル内は数百個のイオン化煙感知器から漏れ出したPCBや放射性アメリシウムや、不凍液に含まれるエチレングリコールなどの有害物質が検出されたため、長時間トンネル内に留まることが禁じられている。
2016年の映画 ”Houston, We Have a Problem!”（ドイツ、カタール、スロベニア、クロアチア合作。ユーゴスラビアの宇宙開発とCIAの陰謀を描くモキュメンタリー)でこの基地が大々的に取り上げられたことで注目を集め、近くのプリトヴィッツェ国立公園の観光ツアーに組み込むなどして年間15万人の観光客が訪れるようになった。
2018年にプジョー508のCMの撮影で滑走路が使用された。2019年、クロアチアのプリトヴィッツェ湖群市とボスニア・ヘルツェゴビナのビハチ市の管理下に置かれることが決まり、戦争史博物館やビハチ空港を建設する計画が立ち上がるが未だ進展はない(2024年現在)。

### 出展
1. ↑  “Bihać - Željava, aerodrom : Military Objects” (英語). Armedconflicts.com (2009年4月29日). 2024年10月19日閲覧。
2. ↑  ElHefe (2015年6月17日). “Željava Airbase – Simon Bučan” (英語). 2024年10月17日閲覧。
3. ↑  “Forgotten airfields europe”. www.forgottenairfields.com. 2024年10月21日閲覧。
4. ↑  Hardaus, Edin (2018年4月13日). “Tito's Top Secret Underground Airbase Zeljava | War History Online” (英語). warhistoryonline. 2024年10月21日閲覧。
5. ↑  Fitzgerald, Clare (2021年9月2日). “Željava Airbase: The Military Installation Built Into A Mountain” (英語). abandonedspaces. 2024年10月21日閲覧。
6. ↑  “Zeljava-jna_jedinice”. www.zeljava-lybi.com. 2024年10月22日閲覧。
7. ↑  “Forgotten airfields europe”. www.forgottenairfields.com. 2024年10月21日閲覧。
8. ↑  Fitzgerald, Clare (2021年9月2日). “Željava Airbase: The Military Installation Built Into A Mountain” (英語). abandonedspaces. 2024年10月22日閲覧。
9. ↑  “Bihać - Željava, aerodrom : Military Objects” (英語). Armedconflicts.com (2009年4月29日). 2024年10月19日閲覧。
10. ↑  Marinić, Borna (2024年8月31日). “U razoružanu Hrvatsku 1991. pokušao je dovesti Boeing pun oružja – uhićen Anton Kikaš” (クロアチア語). Domovinski rat. 2024年11月20日閲覧。
11. ↑  “Pogled u Željavu – Objekt 505 “Klek”” (英語). Obrana i sigurnost. 2024年10月20日閲覧。
12. ↑  “The heroic fighter pilot who defected to Croatian side remembered” (英語). Croatia Week (2024年10月25日). 2024年12月2日閲覧。
13. ↑  “Dramatični trenuci preleta MiG-a iz Bihaća u Hrvatsku: 'Letio sam naslijepo, goriva sve manje, a nigdje aerodroma...'” (クロアチア語). www.vecernji.hr. 2024年12月2日閲覧。
14. ↑  “Željava Airbase: The Abandoned Yugoslav Airport Inside a Mountain” (英語). Ex Utopia (2020年6月8日). 2024年10月22日閲覧。
15. ↑  ElHefe (2015年6月17日). “Željava Airbase – Simon Bučan” (英語). 2024年10月18日閲覧。
16. ↑  “難民や移民が密入国の危険を知りつつ、その危険を冒すしかない理由 - OurWorld 日本語”. ourworld.unu.edu. 2024年10月22日閲覧。
17. ↑  “Željava Airbase: The Abandoned Yugoslav Airport Inside a Mountain” (英語). Ex Utopia (2020年6月8日). 2024年10月22日閲覧。
18. ↑  “Forgotten airfields europe”. www.forgottenairfields.com. 2024年10月21日閲覧。
19. ↑  “Željava Airbase: The Abandoned Yugoslav Airport Inside a Mountain” (英語). Ex Utopia (2020年6月8日). 2024年10月22日閲覧。
20. ↑  “Zeljava Airbase: A relic of the cold war”. The Times of India. (2023年10月18日). ISSN 0971-8257 2024年10月18日閲覧。